# Kleding in India
De kleding in India vertoont een grote variatie, mede als gevolg van de uitgebreide etnische, geografische, religieuze, sociale en culturele diversiteit. Daarnaast kent India een grote textielindustrie. 

## Diversiteit

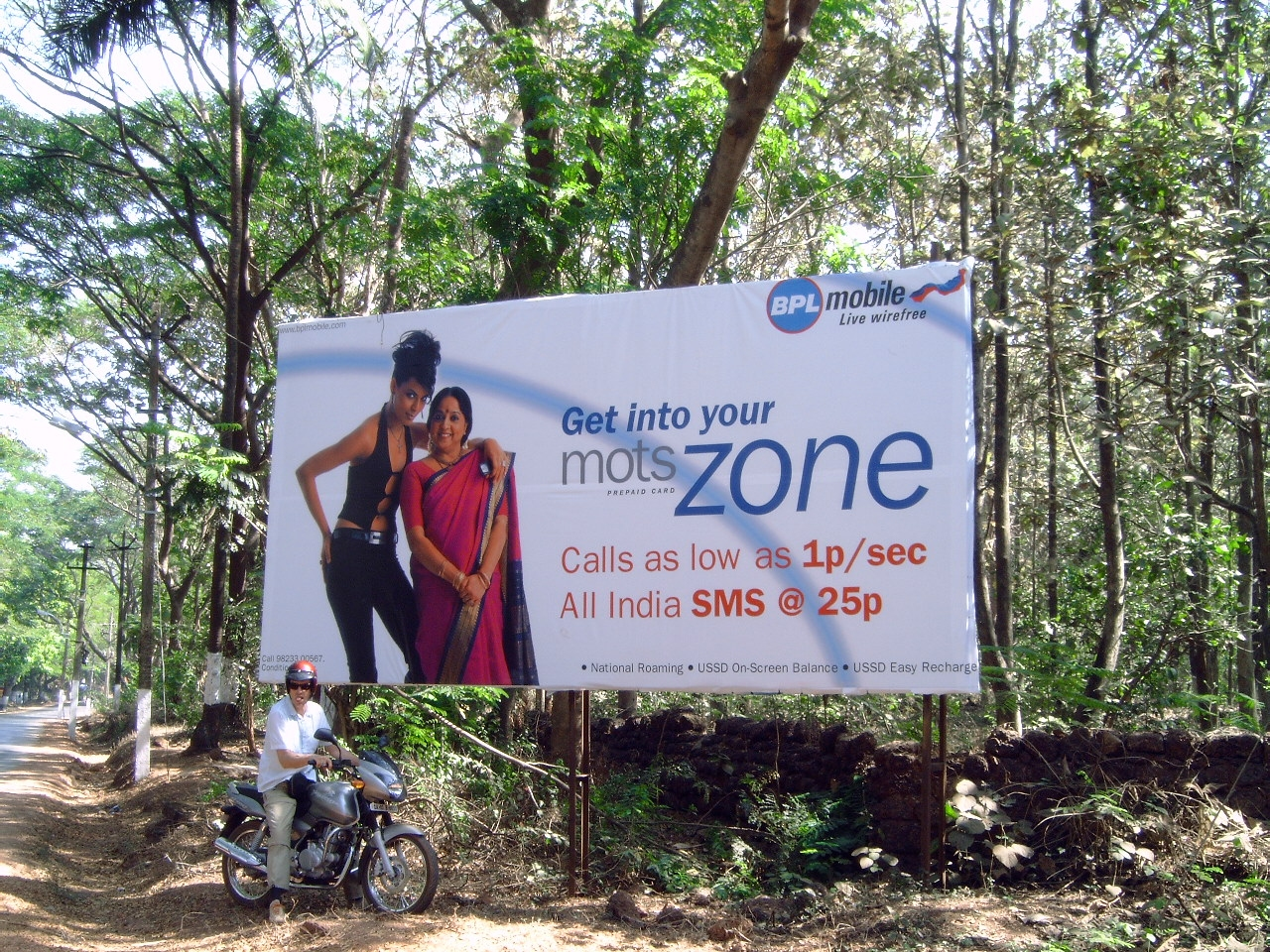
Traditioneel en modern

De uiteenlopende klimaatzones in India bepalen mede de kleding die in verschillende regio's wordt gedragen. In het (koudere) noorden wordt meer wol en kasjmier gedragen, en in het zuiden meer katoen, kunststof en zijde. Ook de verschillende culturen drukken nadrukkelijk hun stempel op de kledij. In sommige streken van India zoals bij de Naga of andere Adivasi is kleding maar tot het minimum van een schaamschortje beperkt of zelfs dit nog niet.

### Traditionele kledij
De handgesponnen en geweven kleding wordt Khadi genoemd en verkocht in het hele land. Authentieke kledingstukken zijn: sari, salwar kameez, kurta (Panjabi), baxan, dhoti, longhi en ghagra choli. 
Sadhoes (mannen die zich speciaal aan het hindoeïsme wijden) hebben vaak alleen maar een lendendoek om en soms zijn ze naakt. Vaak wonen ze alleen of op straat.

### Westerse invloeden
Door de rijkere Indiërs wordt veel moderne westerse kleding gedragen. 
De meeste schoolkinderen dragen in India een schooluniform, bestaande uit een blauwe of bruine korte broek of rok met een witte of geruite blouse, en vaak met teenslippers.
De kloosterzusters dragen lange lichtgrijze gewaden met witte randen en een zwarte hoofddoek.
De hippies in Arambol produceren hun typische kleren, vaak met veel kleuren of ritssluitingen.

## Kledingproductie

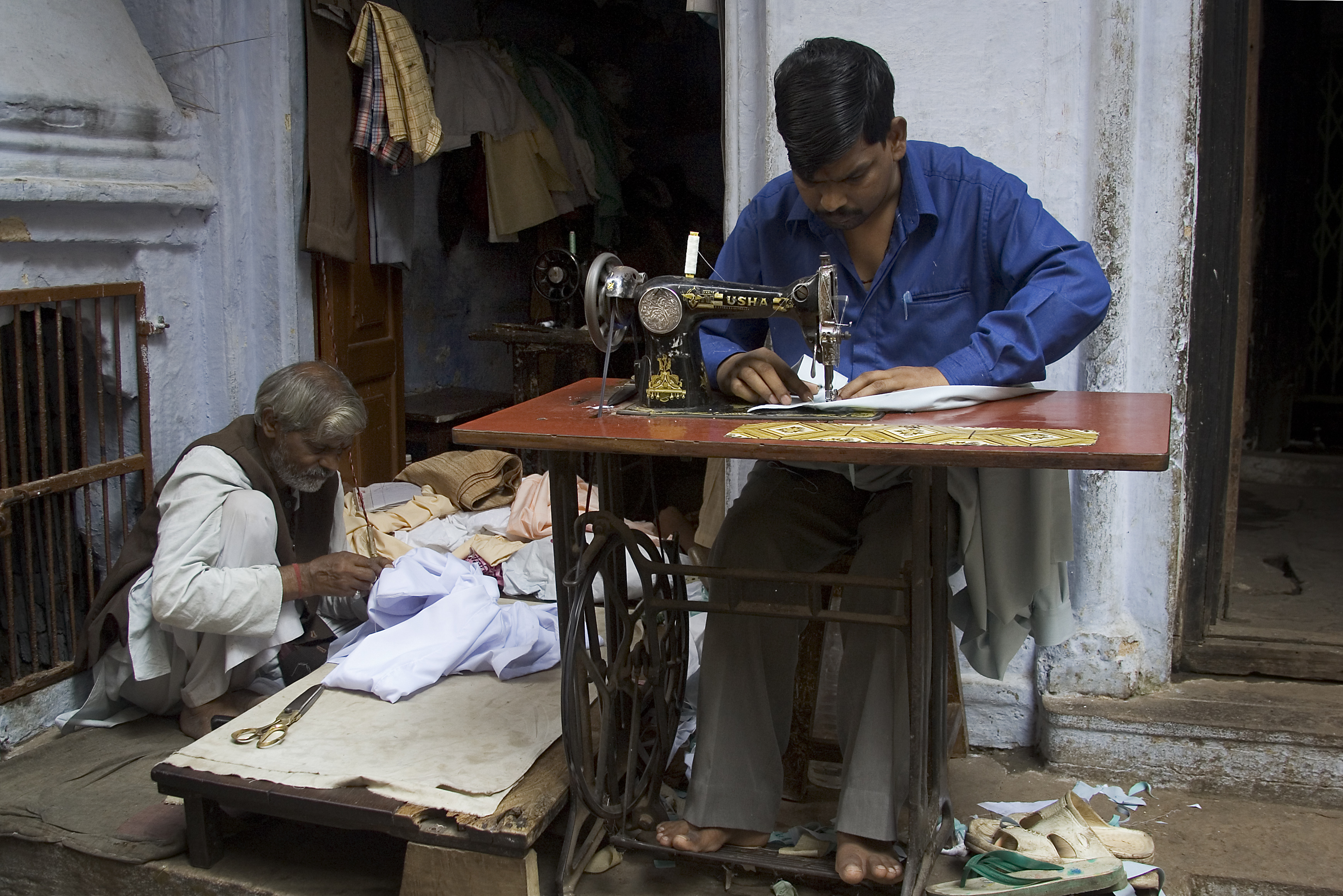
Indiase kleermaker

Het spinnen en weven werd door de Indiase leider Gandhi uitgeroepen als een symbool voor de Indiase strijd voor vrijheid en zelfstandigheid. Het spinnewiel stond op zijn verzoek tussen 1921 en 1947 zelfs centraal op de vlag van India. Nog steeds is de kledingindustrie een belangrijke bron van inkomsten van het land. Grondstoffen die gebruikt worden voor het maken van stoffen en kleding zijn onder meer wol, katoen, kasjmier, zijde en fluweel. Katoen komt het meest voor omdat de katoenplant veel in India verbouwd wordt, en de inheemse zijderups levert de zijde. Het laten maken van kleding in India is erg goedkoop, mede door de wijdverspreide kinderarbeid in deze industrie.
Ook bij kleermakers kost het vervaardigen van kleding weinig.

## Verkoop van kleding
Naast winkels met confectiekleding vindt men op veel plaatsen stoffenwinkels en kleermakers, zelfs in de kleinste plaatsjes. Officiële merkkleding is te koop in speciaalzaken, terwijl bijvoorbeeld kopieën van merkkleding op de markt te vinden zijn. Vrouwen uit Karnataka komen naar Goa om hun traditionele kleding te verkopen aan toeristen. De hippies in Arambol, een streek in Goa, verkopen hun zelfgemaakte kleren op een eigen markt in Anjuna.

## Wassen van kleding

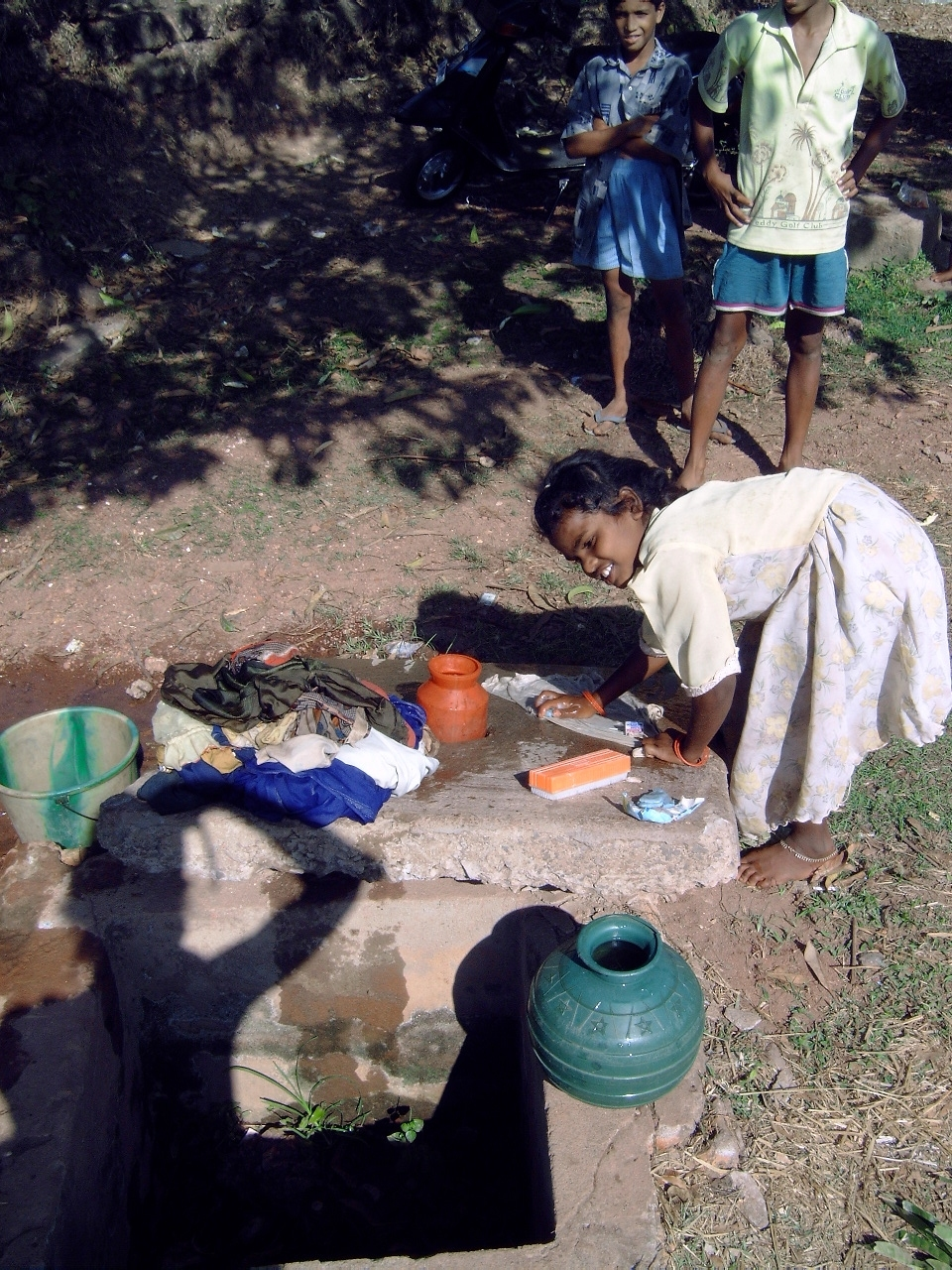
Kind doet de was

De rijke Indiërs hebben een wasmachine. De meeste Indiërs doen de was met de hand, bij een rivier, openbare kraan of een put. Op een stenen plaat slaan en boenen ze de was schoon.
Kleren laten wassen kan bij een hotel of bij een (goedkopere) Dhobi-Wallah (wasjongen). 
De was wordt buiten gedroogd in het veld en daarna gestreken door middel van een (soms nog kolen)strijkijzer. Vervolgens wordt de was gevouwen en bij de klant afgeleverd.

## Galerij

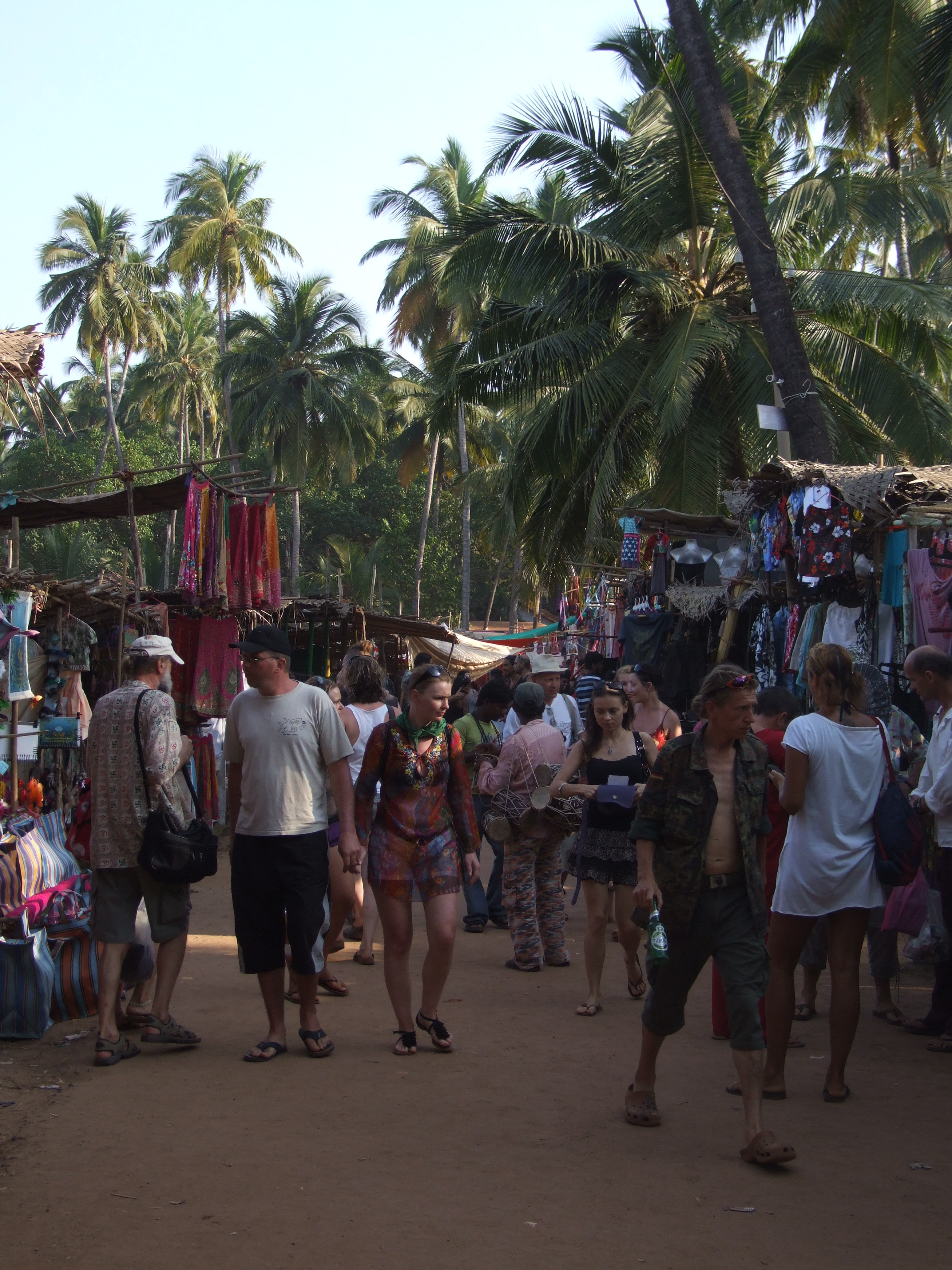
Kledingmarkt in Anjuna (Goa)
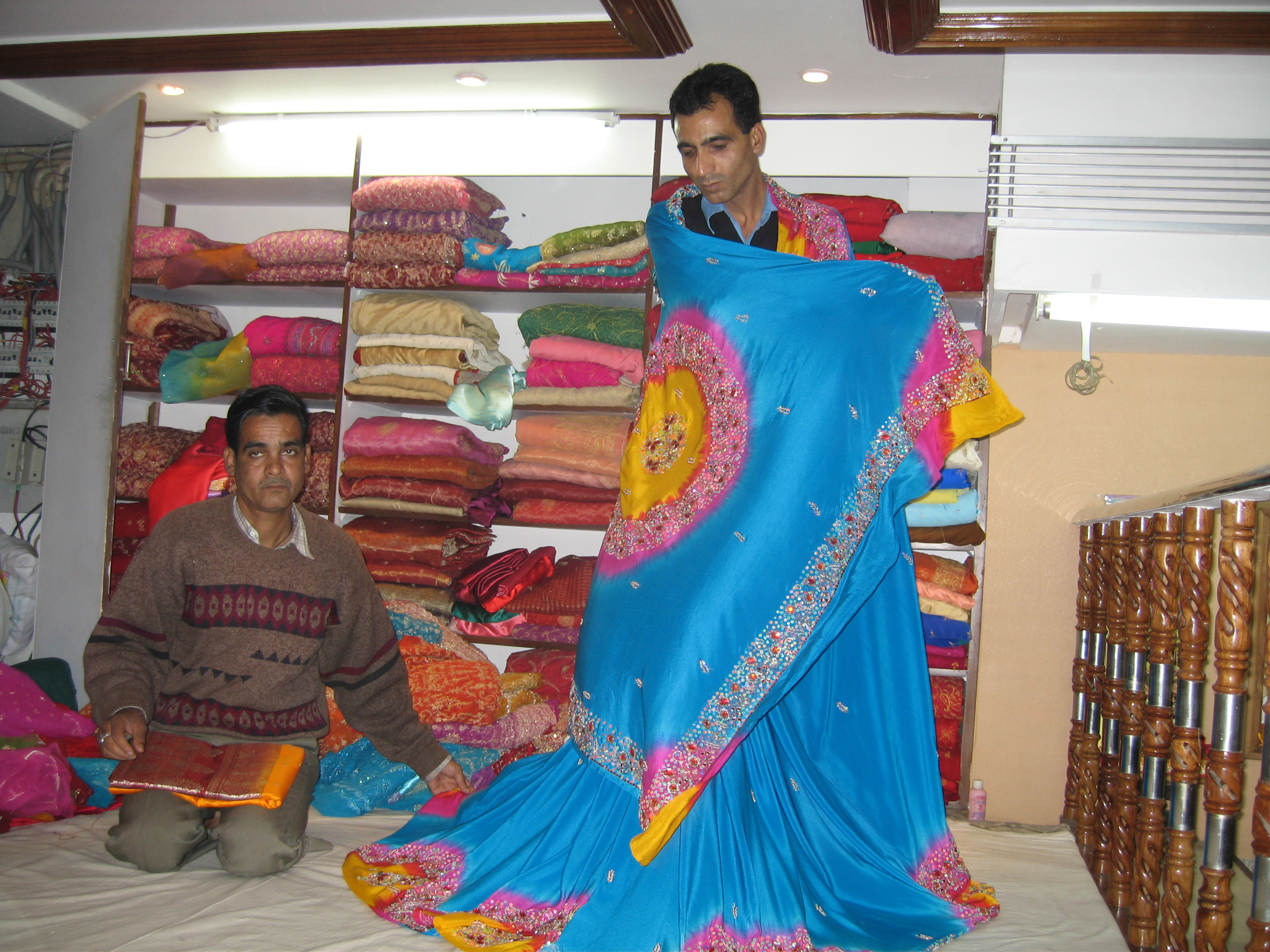
Kledingwinkel laat Lahenga (rok) zien
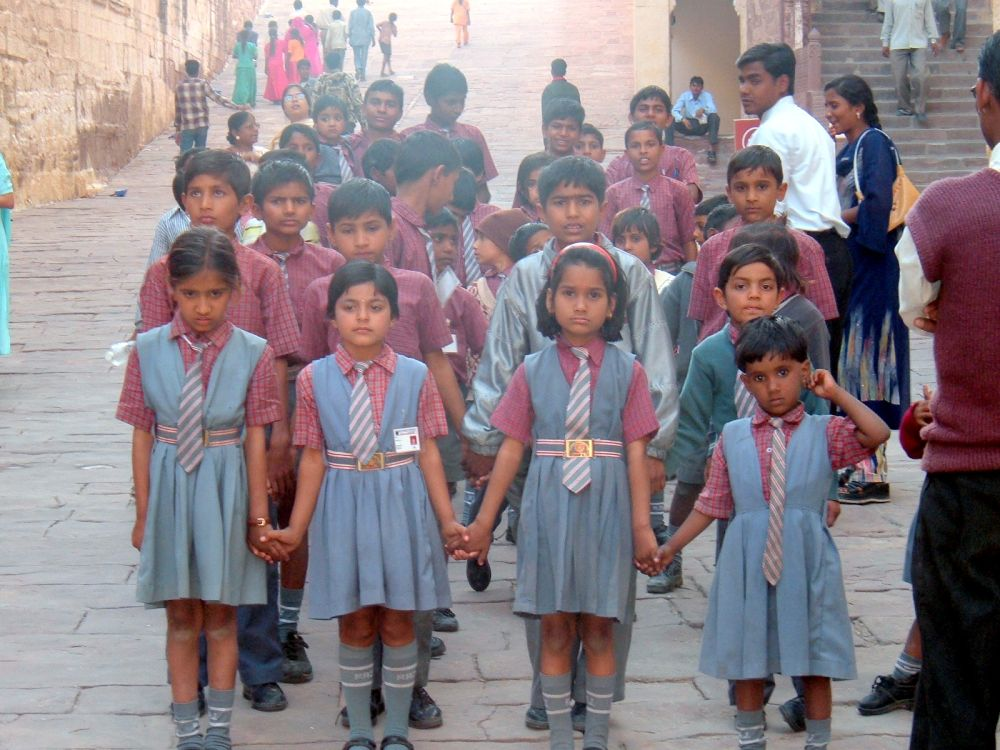
Scholieren uit Jodhpur
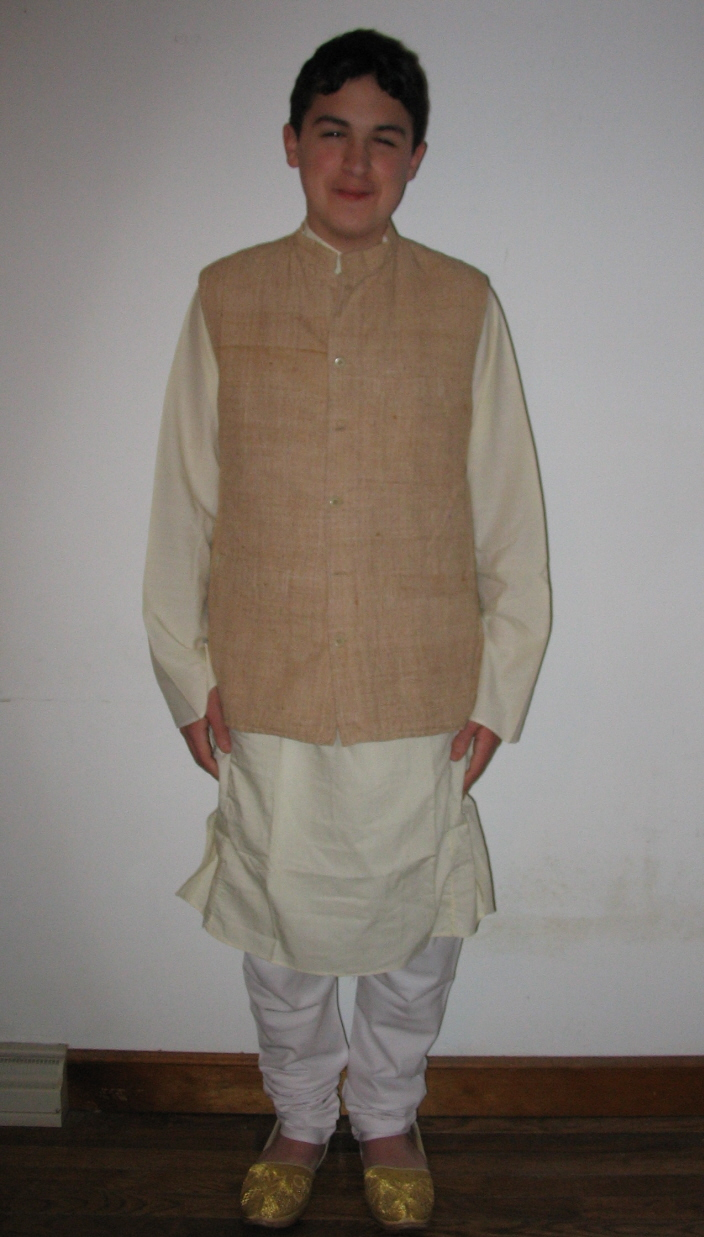
Kurta met Nehru jasje
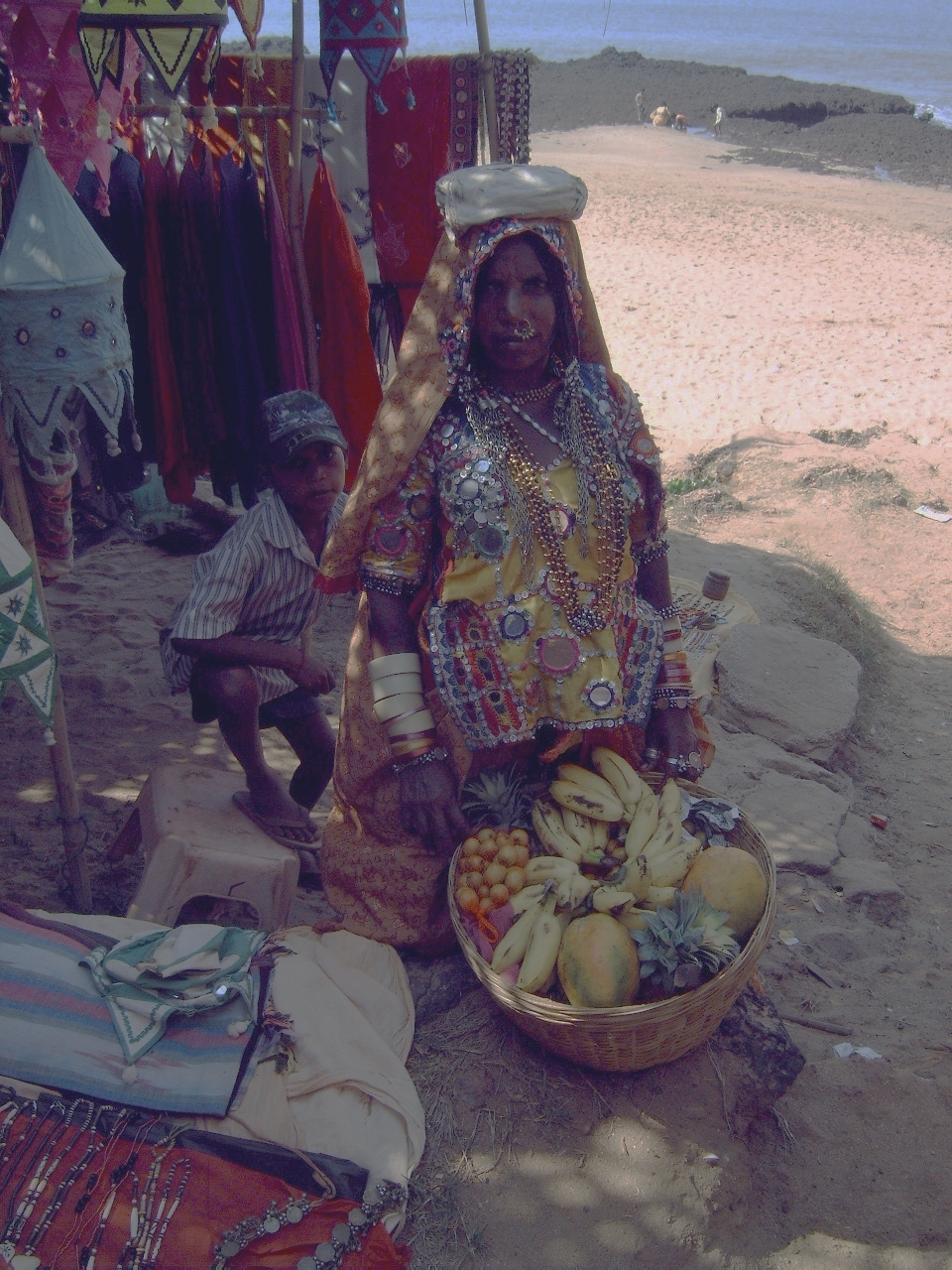
Vrouw uit Kerala
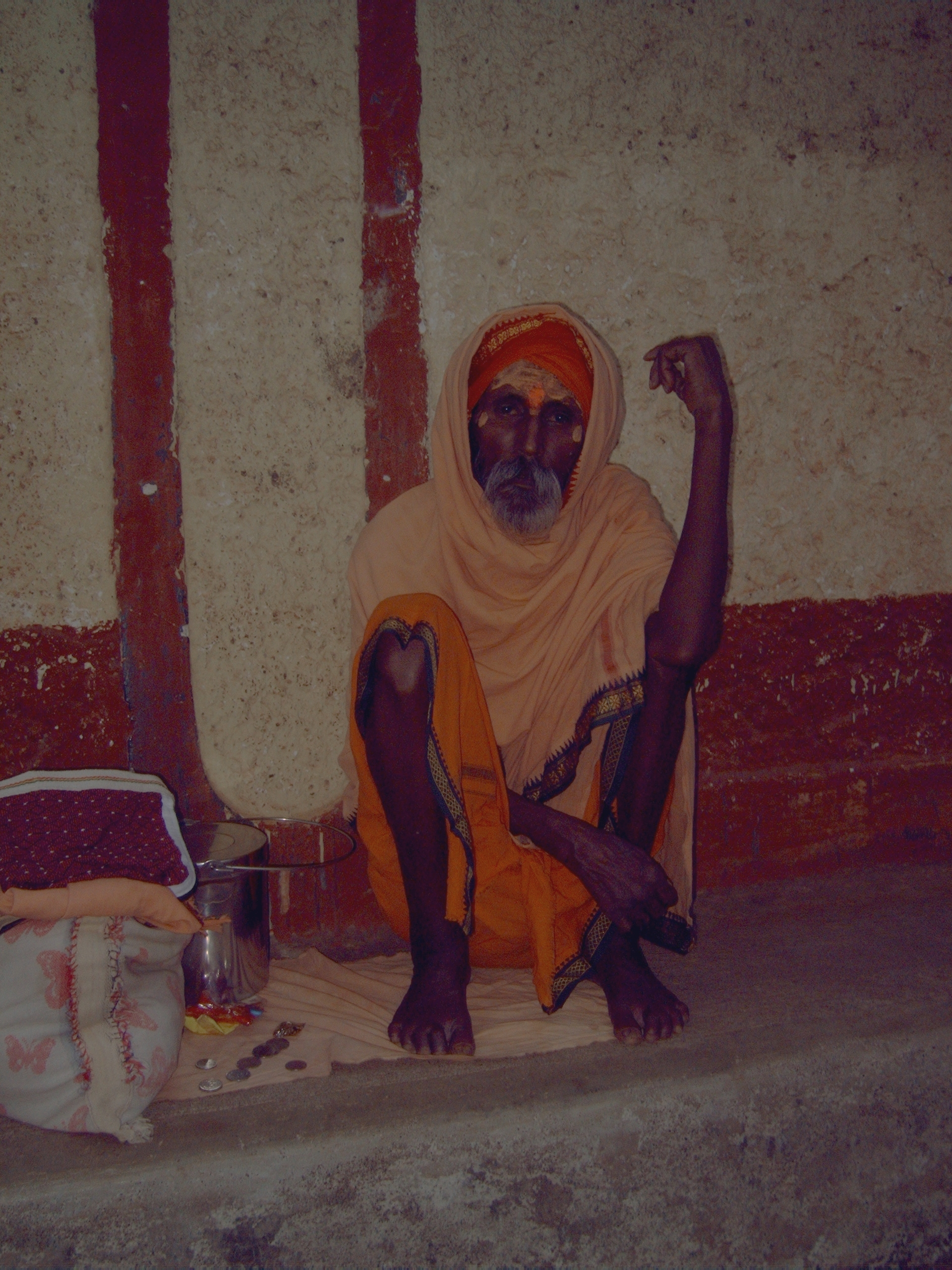
Sadhoe
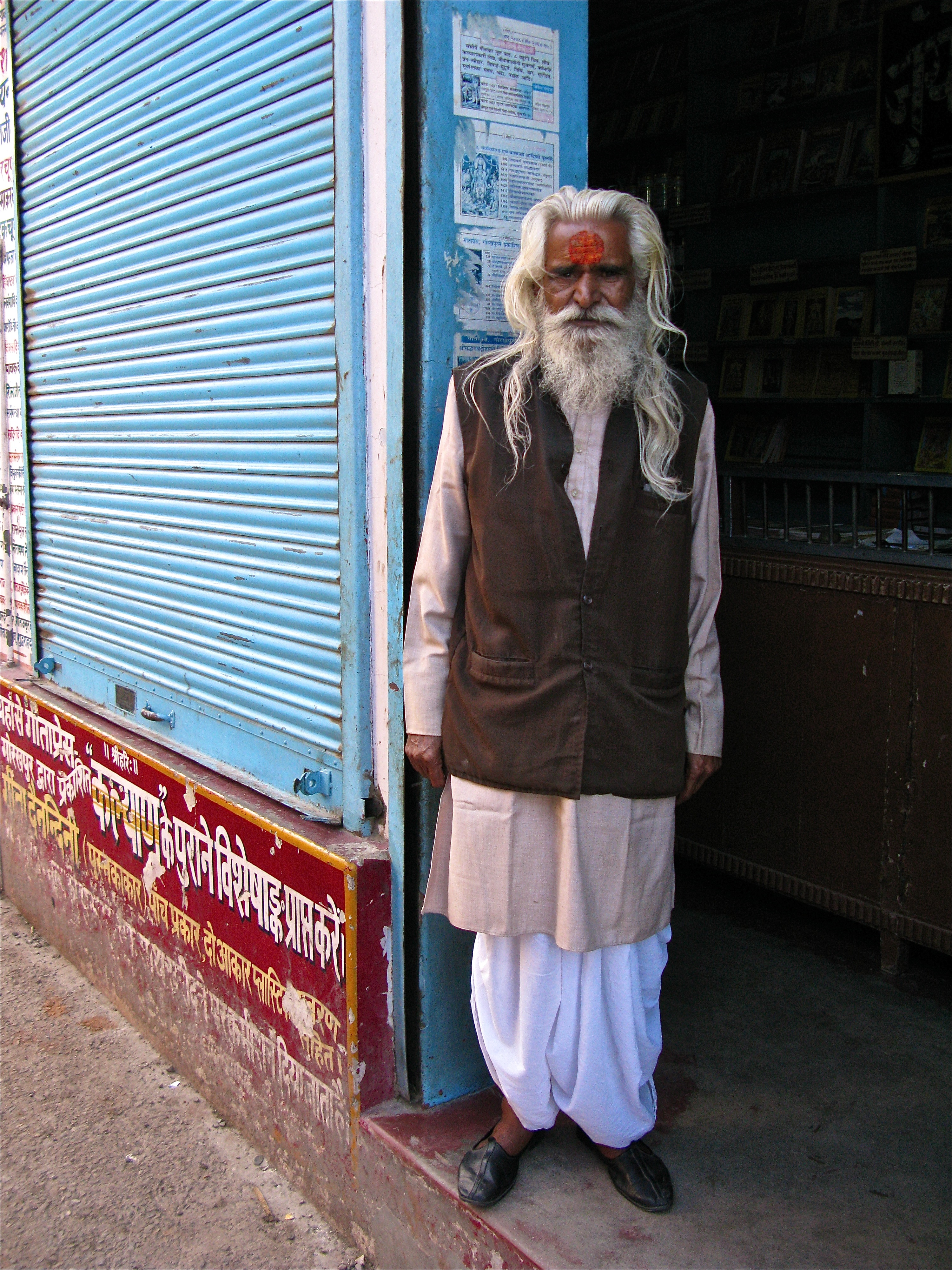
Dhoti en achkan over een kurta
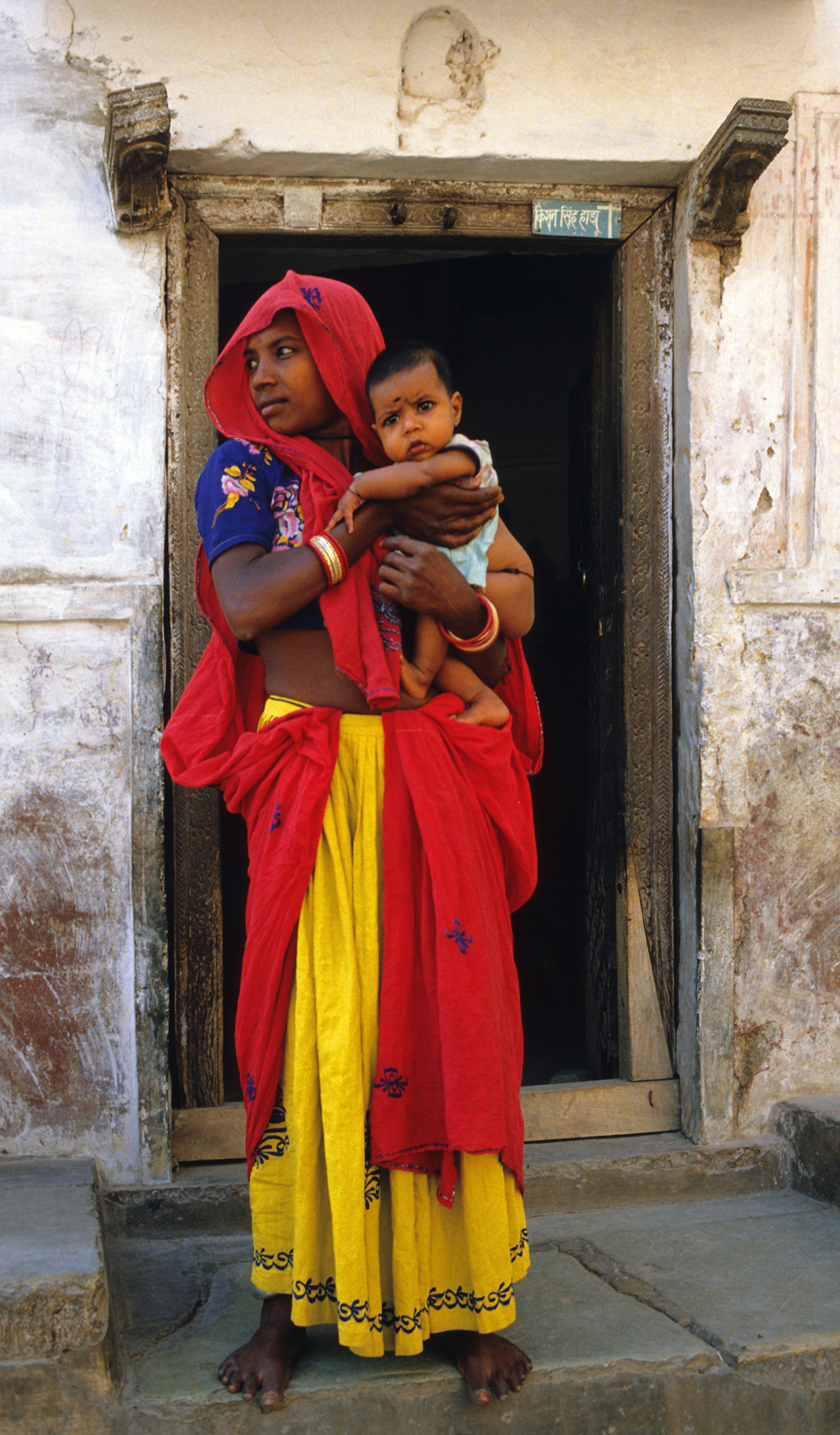
Kleding uit Rajasthan
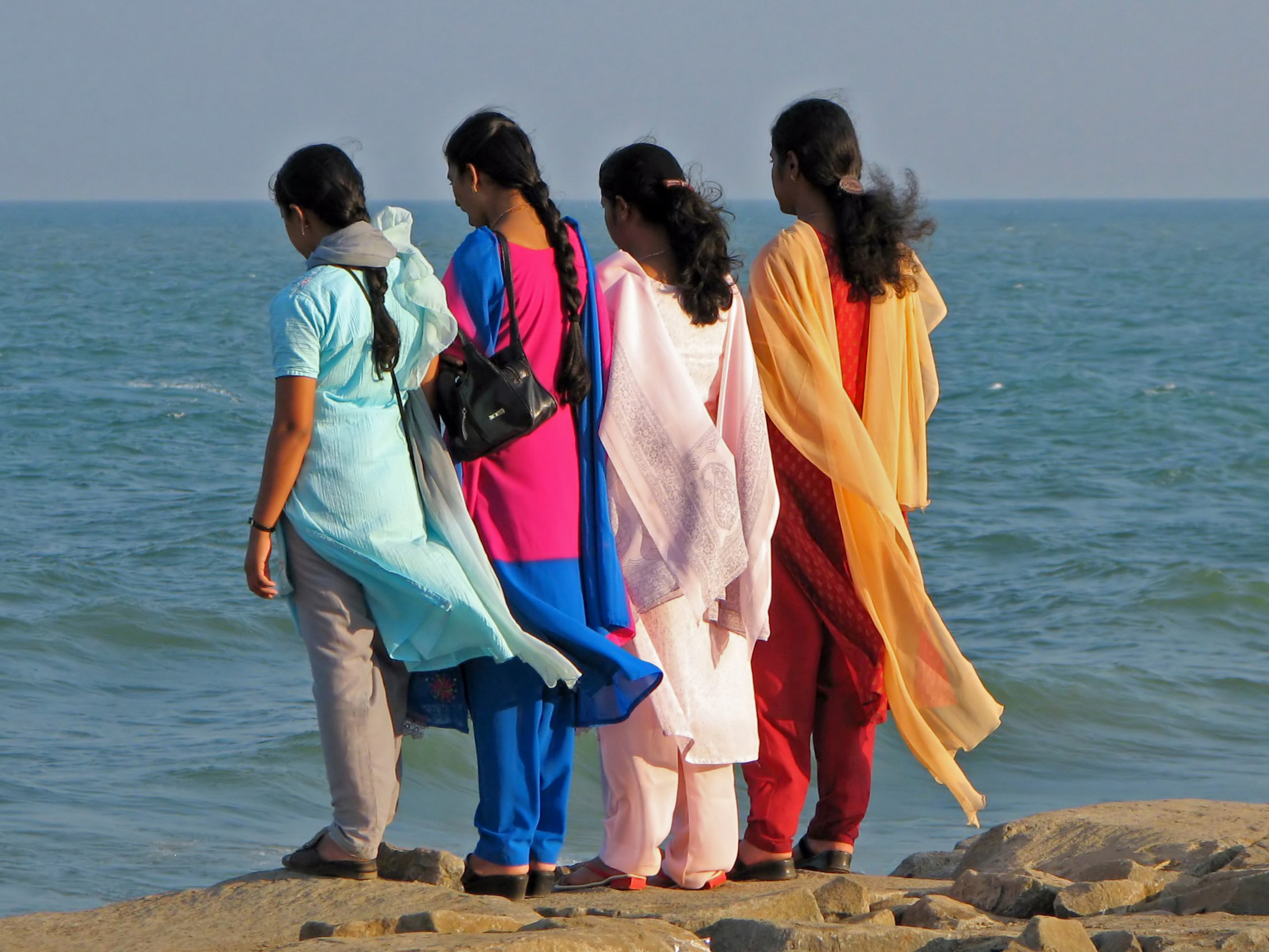
Vrouwen uit Puducherry
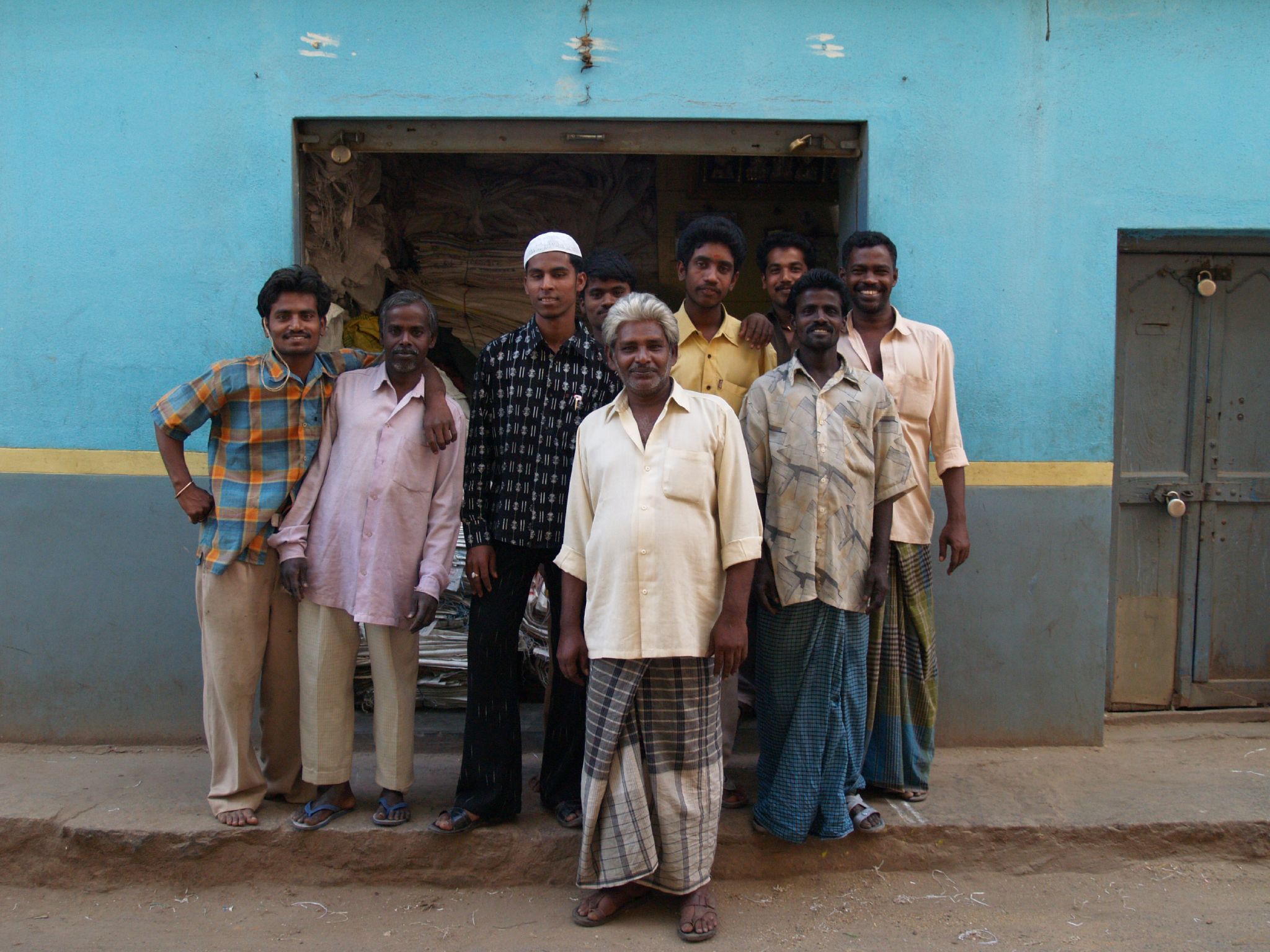
Moslimmannen in Bangalore